# Siège de Landrecies (juillet 1794)
Pour les articles homonymes, voir Siège de Landrecies.
Guerre de la première coalition
Batailles
Le siège de Landrecies qui eut lieu entre le 9 juillet et le 19 juillet 1794, pendant la guerre de la Première Coalition, voit la ville reprise par les troupes françaises.

## Préambule
La terreur qui fut adoptée pour principe par la convention nationale décréta que les troupes étrangères, maîtresses des places frontières du nord de la France, (Condé, Valenciennes, siège du Quesnoy et Landrecies) qui ne se soumettraient pas à discrétion, vingt-quatre heures après en avoir été sommées, ne seraient admises à aucune espèce de traité, et passées au fil de l'épée. Ce décret avait pour but, dit Carnot, de frapper l'ennemi d'épouvante, et de le forcer à abandonner sur-le-champ les possessions françaises. Le décret, terrible au premier abord, n'était qu'une mesure pour épargner au contraire le sang, et restituer au courage ce qu'il avait perdu par la trahison ou des peines infinies. On voulait agir promptement, sans qu'il en coûtât ni travaux, ni temps, ni munitions.

## Situation
Le 3 juillet 1794, huit jours après la bataille de Fleurus, le général Jacob, avec un corps de 14 000 à 15 000 hommes provenant de corps disparates, bloqua la place de Landrecies.

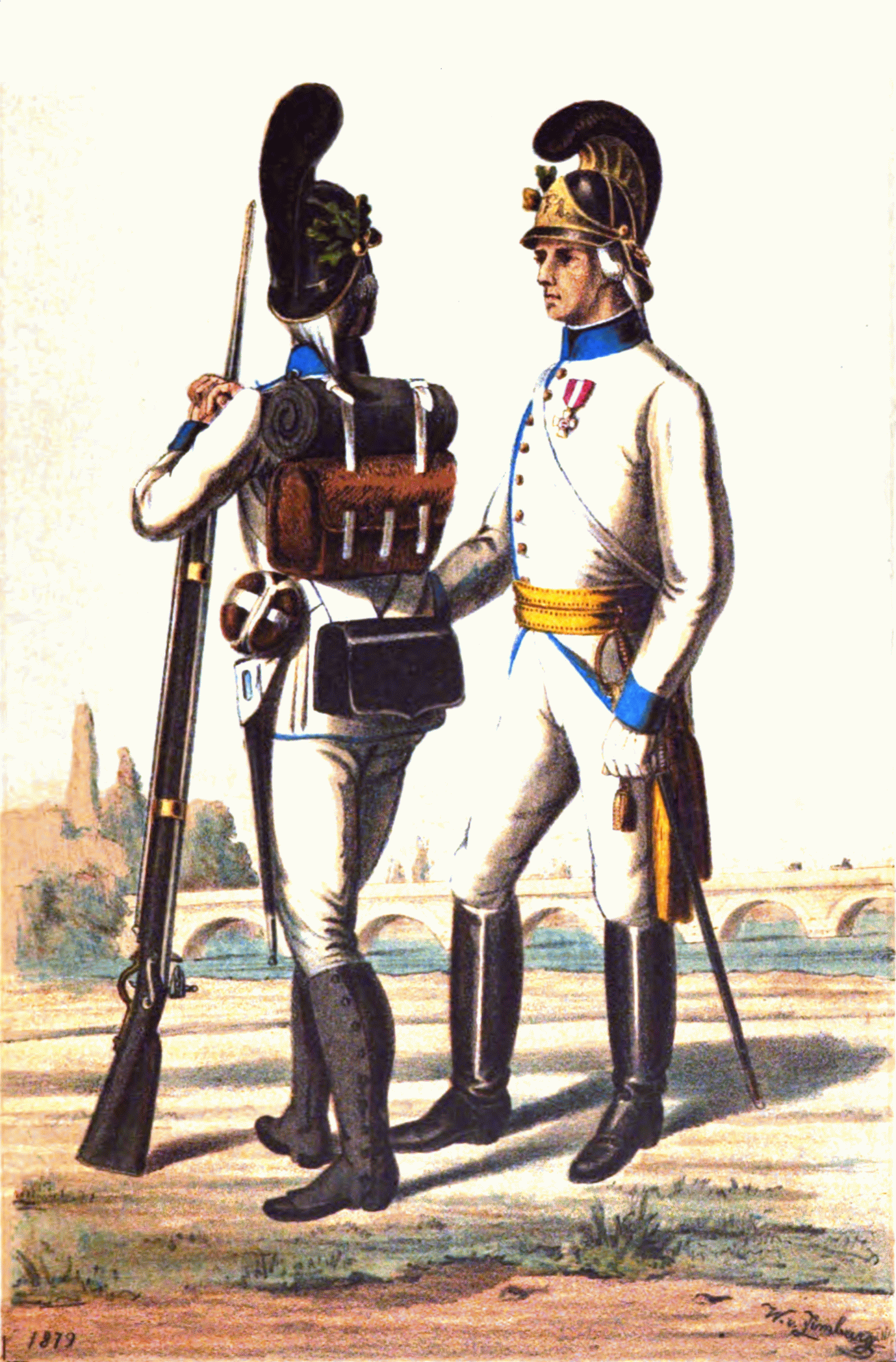
Soldat et officier du régiment Hoch- und Deutschmeister vers 1798-1809, dessin de Wilhelm von Zimburg, 1879.

La garnison impériale, commandée par le Generalmajor Ludwig von Foullon (de), comprenait les deux bataillons du régiment d'infanterie Hoch- und Deutschmeister, un détachement de 45 tireurs d'élite tyroliens et un escadron de hussards de Barco ; son artillerie était de 34 canons. La forteresse était dépourvue de casemates, mal approvisionnée avec seulement 394 quintaux de poudre à canon, pas de vin ni d'eau-de-vie, pas d'argent pour payer la solde ou pourvoir aux besoins des femmes des soldats ; la plupart des hommes, après de longues marches, n'avaient plus de chaussures ; le fourrage pour les chevaux et la paille pour coucher les blessés faisaient défaut.

## Le siège
Le bombardement par l'artillerie française commença le 26 juin et se prolongea pendant plusieurs jours, faisant 8 tués et 67 blessés.
Peu fait à ces opérations, le général Jacob fut remplacé par le général Schérer, qui fit ouvrir la tranchée dans la nuit du 9 au 10 juillet.
Les mouvements des armées, impatientes de commencer leurs opérations, étaient contrariés par un clair de lune et un calme parfait. Le commandant de génie, Marescot, dirigeait le siège. Supprimant la première parallèle il commence la seconde à cent cinquante toises du chemin couvert, au lieu de trois cents prescrites par les règles ordinaires.
A peine l'ennemi a-t-il entendu le travail qu'il dirige tous ses feux du côté où il soupçonne qu'on ouvre la tranchée, et calculant ses coups pour une distance de trois cents toises, il les envoie par-dessus la tête des travailleurs, qui, au nombre de douze à quinze cents, perdent tout au plus une trentaine d'hommes.
Dès le 16, quand les batteries furent en état d'effrayer les assiégés, on saisit ce moment, où tout paraissait propre à assurer son exécution, pour notifier au gouverneur le décret ordonnant de passer au fil de l'épée la garnison qui refuserait de se rendre. Le Generalmajor Ludwig von Foullon rejeta les deux premières sommations et, à la troisième, demanda que la garnison puisse sortir de la ville avec les honneurs de la guerre : les Français étant intraitables, il se rendit sans conditions,. Le 17 juillet 1794, les Autrichiens, au nombre de quinze cents, et leur commandant-général, se rendirent à discrétion. L'agent national près du district d'Avesnes Groslevin, s'empressa de signaler aux représentants Gossuin et Boyaval la belle conduite des patriotes du pays d'Avesnes.

## Bilan
Cette reddition marque le premier fruit des victoires de l'armée du Nord par le recouvrement d'une place importante qui était devenue un point d'appui pour les coalisés qui avaient envahi les frontières.
Le 15 août, la garnison autrichienne du Quesnoy mettait à son tour bas les armes, puis celles de Valenciennes et de Condé. Après dix-huit mois d'occupation étrangère, le département du Nord, était enfin nettoyé.